# 基蓬戈
14°49′S 14°33′E / 14.817°S 14.550°E
基蓬戈（葡萄牙語：Quipungo），是個位於安哥拉西南部的城鎮，由威拉省負責管轄，處於卡盧肯貝以南，面積7,633平方公里，2013年人口221,502，人口密度每平方公里29人。